# Lijst van voetbalinterlands Qatar - Saoedi-Arabië
Deze lijst van voetbalinterlands is een overzicht van alle officiële voetbalwedstrijden tussen de nationale teams van Qatar en Saoedi-Arabië. De landen speelden tot op heden 40 keer tegen elkaar. De eerste ontmoeting, een wedstrijd tijdens de Golf Cup of Nations 1970, werd gespeeld in Manamah (Bahrein) op 2 april 1970. Het laatste duel, een halve finale tijdens de Golf Cup of Nations 2019, vond plaats op 5 december 2019 in Doha.

## Wedstrijden
| №  | Plaats    | Datum             | Competitie                 | Wedstrijd             | Uitslag |
| -- | --------- | ----------------- | -------------------------- | --------------------- | ------- |
| 1  | Manama    | 2 april 1970      | Golf Cup of Nations 1970   | Saoedi-Arabië − Qatar | 1 − 1   |
| 2  | Riyad     | 24 maart 1972     | Golf Cup of Nations 1972   | Saoedi-Arabië − Qatar | 4 − 0   |
| 3  | Koeweit   | 16 maart 1974     | Golf Cup of Nations 1974   | Saoedi-Arabië − Qatar | 2 − 0   |
| 4  | Koeweit   | 26 maart 1974     | Golf Cup of Nations 1974   | Saoedi-Arabië − Qatar | 3 − 1   |
| 5  | Bagdad    | 4 april 1975      | Azië Cup 1976 kwalificatie | Saoedi-Arabië − Qatar | 2 − 1   |
| 6  | Bagdad    | 14 april 1975     | Azië Cup 1976 kwalificatie | Saoedi-Arabië − Qatar | 0 − 1   |
| 7  | Doha      | 26 maart 1976     | Golf Cup of Nations 1976   | Qatar − Saoedi-Arabië | 1 − 0   |
| 8  | Bangkok   | 13 december 1978  | Aziatische Spelen 1978     | Saoedi-Arabië − Qatar | 2 − 2   |
| 9  | Bagdad    | 3 april 1979      | Golf Cup of Nations 1979   | Saoedi-Arabië − Qatar | 7 − 0   |
| 10 | Riyad     | 31 maart 1981     | WK 1982 kwalificatie       | Qatar − Saoedi-Arabië | 0 − 1   |
| 11 | Abu Dhabi | 29 maart 1982     | Golf Cup of Nations 1982   | Saoedi-Arabië − Qatar | 1 − 0   |
| 12 | Muscat    | 10 maart 1984     | Golf Cup of Nations 1984   | Qatar − Saoedi-Arabië | 2 − 1   |
| 13 | Singapore | 8 december 1984   | Azië Cup 1984              | Qatar − Saoedi-Arabië | 1 − 1   |
| 14 | Taif      | 7 juli 1985       | Arab Nations Cup 1985      | Saoedi-Arabië − Qatar | 1 − 0   |
| 15 | Taif      | 12 juli 1985      | Arab Nations Cup 1985      | Saoedi-Arabië − Qatar | 0 − 0   |
| 16 | Riffa     | 5 april 1986      | Golf Cup of Nations 1986   | Qatar − Saoedi-Arabië | 0 − 2   |
| 17 | Gwangju   | 29 september 1986 | Aziatische Spelen 1986     | Qatar − Saoedi-Arabië | 0 − 1   |
| 18 | Riyad     | 5 maart 1988      | Golf Cup of Nations 1988   | Saoedi-Arabië − Qatar | 0 − 0   |
| 19 | Singapore | 16 oktober 1989   | WK 1990 kwalificatie       | Qatar − Saoedi-Arabië | 1 − 1   |
| 20 | Hiroshima | 31 oktober 1992   | Azië Cup 1992              | Saoedi-Arabië − Qatar | 1 − 1   |
| 21 | Doha      | 10 december 1992  | Golf Cup of Nations 1992   | Qatar − Saoedi-Arabië | 0 − 1   |
| 22 | Abu Dhabi | 12 november 1994  | Golf Cup of Nations 1994   | Qatar − Saoedi-Arabië | 1 − 2   |
| 23 | Muscat    | 19 oktober 1996   | Golf Cup of Nations 1996   | Qatar − Saoedi-Arabië | 2 − 2   |
| 24 | Taif      | 11 oktober 1997   | WK 1998 kwalificatie       | Saoedi-Arabië − Qatar | 1 − 0   |
| 25 | Doha      | 11 november 1997  | WK 1998 kwalificatie       | Qatar − Saoedi-Arabië | 0 − 1   |
| 26 | Doha      | 1 oktober 1998    | Arab Nations Cup 1998      | Qatar − Saoedi-Arabië | 1 − 3   |
| 27 | Riffa     | 11 november 1998  | Golf Cup of Nations 1998   | Qatar − Saoedi-Arabië | 0 − 0   |
| 28 | Sidon     | 17 oktober 2000   | Azië Cup 2000              | Saoedi-Arabië − Qatar | 0 − 0   |
| 29 | Riyad     | 5 augustus 2001   | Vriendschappelijk          | Saoedi-Arabië − Qatar | 1 − 2   |
| 30 | Riyad     | 29 januari 2002   | Golf Cup of Nations 2002   | Saoedi-Arabië − Qatar | 3 − 1   |
| 31 | Koeweit   | 29 december 2003  | Golf Cup of Nations 2003   | Saoedi-Arabië − Qatar | 0 − 0   |
| 32 | Abu Dhabi | 21 januari 2007   | Golf Cup of Nations 2007   | Saoedi-Arabië − Qatar | 1 − 1   |
| 33 | Riyad     | 30 augustus 2008  | Vriendschappelijk          | Saoedi-Arabië − Qatar | 2 − 1   |
| 34 | Muscat    | 5 januari 2009    | Golf Cup of Nations 2009   | Saoedi-Arabië − Qatar | 0 − 0   |
| 35 | Doha      | 26 mei 2009       | Vriendschappelijk          | Qatar − Saoedi-Arabië | 2 − 1   |
| 36 | Aden      | 28 november 2010  | Golf Cup of Nations 2010   | Qatar − Saoedi-Arabië | 1 − 1   |
| 37 | Riyad     | 13 november 2014  | Golf Cup of Nations 2014   | Saoedi-Arabië − Qatar | 1 − 1   |
| 38 | Riyad     | 26 november 2014  | Golf Cup of Nations 2014   | Saoedi-Arabië − Qatar | 1 − 2   |
| 39 | Abu Dhabi | 17 januari 2019   | Azië Cup 2019              | Saoedi-Arabië − Qatar | 0 − 2   |
| 40 | Doha      | 5 december 2019   | Golf Cup of Nations 2019   | Saoedi-Arabië − Qatar | 1 − 0   |

## Samenvatting
| Competitie            | Totaal gespeeld | Winst Qatar | Gelijk | Winst Saoedi-Arabië | Doelsaldo Qatar – Saoedi-Arabië |
| --------------------- | --------------- | ----------- | ------ | ------------------- | ------------------------------- |
| WK-kwalificatie       | 4               | 0           | 1      | 3                   | 1 – 4                           |
| Azië Cup              | 4               | 1           | 3      | 0                   | 4 – 2                           |
| Azië Cup-kwalificatie | 2               | 1           | 0      | 1                   | 2 − 2                           |
| Golf Cup of Nations   | 21              | 3           | 8      | 10                  | 14 – 34                         |
| Arab Nations Cup      | 3               | 0           | 1      | 2                   | 1 − 4                           |
| Aziatische Spelen     | 3               | 0           | 2      | 1                   | 2 − 3                           |
| Vriendschappelijk     | 3               | 2           | 0      | 1                   | 5 – 4                           |
| Totaal                | 40              | 7           | 15     | 18                  | 29 – 53                         |

QFA · A-internationals · Bondscoaches · Statistieken · Qatarees vrouwenelftal · Qatar U21 · Qatar U20 · Qatar U19 · Qatar U18 · Qatar U17
1970 – 1979 ·
1980 – 1989 ·
1990 – 1999 ·
2000 – 2009 ·
2010 – 2019 ·
2020 − 2029
OS 1984 · 
OS 1992
1970 · 
1971 · 
1972 · 
1973 · 
1974 · 
1975 · 
1976 · 
1977 · 
1978 · 
1979 · 
1980 · 
1981 · 
1982 · 
1983 · 
1984 · 
1985 · 
1986 · 
1987 · 
1988 · 
1989 · 
1990 · 
1991 · 
1992 · 
1993 · 
1994 · 
1995 · 
1996 · 
1997 · 
1998 · 
1999 · 
2000 · 
2001 · 
2002 · 
2003 · 
2004 · 
2005 · 
2006 · 
2007 · 
2008 · 
2009 · 
2010 · 
2011 · 
2012 · 
2013 · 
2014 ·
2015 ·
2016 ·
2017 ·
2018 ·
2019 ·
2020 ·
2021 ·
2022 ·
2023 ·
2024
Afghanistan ·
Albanië ·
Algerije ·
Andorra ·
Argentinië ·
Australië ·
Azerbeidzjan ·
Bahrein ·
Bangladesh ·
België ·
Bhutan ·
Bosnië en Herzegovina ·
Brazilië .
Bulgarije ·
Burkina Faso ·
Cambodja ·
Canada ·
Chili ·
China ·
Colombia ·
Congo-Kinshasa ·
Costa Rica ·
Curaçao ·
Ecuador ·
Egypte ·
El Salvador ·
Estland ·
Filipijnen ·
Finland ·
Georgië ·
Ghana ·
Grenada ·
Griekenland ·
Guatemala ·
Haïti ·
Honduras ·
Hongarije ·
Hongkong ·
Ierland ·
IJsland ·
India ·
Indonesië ·
Irak ·
Iran ·
Ivoorkust ·
Jamaica ·
Japan ·
Jemen ·
Jordanië ·
Kazachstan ·
Kenia ·
Kirgizië ·
Koeweit ·
Kroatië ·
Laos ·
Letland ·
Libanon ·
Libië ·
Liechtenstein ·
Luxemburg ·
Malediven ·
Maleisië ·
Mali ·
Malta ·
Marokko ·
Mauritius ·
Mexico ·
Moldavië ·
Myanmar ·
Nederland ·
Nieuw-Zeeland ·
Noord-Ierland ·
Noord-Korea ·
Noord-Macedonië ·
Noorwegen ·
Oezbekistan ·
Oman ·
Pakistan ·
Palestina ·
Panama ·
Paraguay ·
Peru ·
Portugal ·
Rusland ·
Saoedi-Arabië ·
Schotland ·
Senegal ·
Servië ·
Singapore ·
Slovenië ·
Soedan ·
Sri Lanka ·
Syrië ·
Tadzjikistan ·
Thailand ·
Tsjechië ·
Tunesië ·
Turkije · 
Turkmenistan ·
Verenigde Arabische Emiraten ·
Verenigde Staten ·
Vietnam ·
Wales ·
Zimbabwe ·
Zuid-Korea ·
Zweden ·
Zwitserland
Ecuador (2022) ·
Nederland (2022)
SAFF · A-internationals · Selecties · Bondscoaches · Statistieken · Saoedi-Arabisch vrouwenelftal · Saoedi-Arabië U21 · Saoedi-Arabië U20 · Saoedi-Arabië U19 · Saoedi-Arabië U18 · Saoedi-Arabië U17
1950 – 1959 · 
1960 – 1969 · 
1970 – 1979 · 
1980 – 1989 · 
1990 – 1999 · 
2000 – 2009 · 
2010 – 2019 ·
2020 − 2029
WK 1994 · 
WK 1998 · 
WK 2002 · 
WK 2006 · 
WK 2018
OS 1984 · 
OS 1996 · 
OS 2020
1957 · 
1958 · 1959 · 1960 · 
1961 · 
1962 · 
1963 · 
1964 · 1965 · 1966 · 
1967 · 
1968 · 
1969 · 
1970 · 
1971 · 
1972 · 
1973 · 
1974 · 
1975 · 
1976 · 
1977 · 
1978 · 
1979 · 
1980 · 
1981 · 
1982 · 
1983 · 
1984 · 
1985 · 
1986 · 
1987 · 
1988 · 
1989 · 
1990 · 
1991 · 
1992 · 
1993 · 
1994 · 
1995 · 
1996 · 
1997 · 
1998 · 
1999 · 
2000 · 
2001 · 
2002 · 
2003 · 
2004 · 
2005 · 
2006 · 
2007 · 
2008 · 
2009 · 
2010 · 
2011 · 
2012 · 
2013 ·
2014 ·
2015 ·
2016 ·
2017 ·
2018 ·
2019 ·
2020 ·
2021 ·
2022 ·
2023
Afghanistan · 
Albanië ·
Algerije · 
Angola · 
Argentinië · 
Australië · 
Azerbeidzjan · 
Bahrein · 
Bangladesh · 
België · 
Bhutan · 
Bolivia · 
Brazilië · 
Bulgarije · 
Cambodja ·
Canada · 
Chili · 
China · 
Colombia ·
Congo-Brazzaville · 
Congo-Kinshasa · 
Costa Rica · 
Cyprus · 
Denemarken · 
Duitsland · 
Ecuador ·
Egypte · 
Engeland · 
Equatoriaal-Guinea ·
Estland · 
Finland · 
Frankrijk · 
Gabon · 
Gambia ·
Georgië · 
Ghana · 
Griekenland ·
Honduras · 
Hongarije · 
Hongkong · 
Ierland · 
IJsland · 
India · 
Indonesië · 
Irak · 
Iran · 
Italië ·
Jamaica · 
Japan · 
Jemen · 
Jordanië · 
Kameroen · 
Kazachstan · 
Kirgizië · 
Koeweit · 
Kroatië ·
Laos ·
Letland ·
Libanon · 
Libië · 
Liechtenstein · 
Litouwen ·
Luxemburg · 
Macau ·  
Maleisië · 
Mali · 
Marokko · 
Mauritanië · 
Mexico · 
Moldavië ·
Mongolië · 
Namibië · 
Nederland · 
Nepal · 
Nieuw-Zeeland · 
Nigeria · 
Noord-Korea ·
Noord-Macedonië ·
Noorwegen ·
Oeganda · 
Oekraïne · 
Oezbekistan · 
Oman · 
Oost-Timor ·
Pakistan ·
Palestina · 
Panama ·
Paraguay · 
Peru ·
Polen · 
Portugal · 
Qatar · 
Rusland · 
Schotland · 
Senegal · 
Singapore · 
Slovenië · 
Slowakije · 
Soedan · 
Spanje · 
Sri Lanka · 
Syrië · 
Tadzjikistan · 
Taiwan · 
Tanzania · 
Thailand · 
Togo · 
Trinidad en Tobago · 
Tsjechië · 
Tunesië · 
Turkije · 
Turkmenistan · 
Uruguay · 
Venezuela · 
Verenigde Arabische Emiraten · 
Verenigde Staten · 
Vietnam · 
Wales · 
Wit-Rusland · 
Zambia ·
Zimbabwe ·
Zuid-Afrika · 
Zuid-Jemen · 
Zuid-Korea · 
Zweden
Argentinië (1992) · 
Argentinië (2022) · 
Egypte (2018) · 
Oekraïne (2006) · 
Rusland (2018) ·
Spanje (2006) ·
Tunesië (2006) ·
Uruguay (2018)